# Rees (rivière)
Pour les articles homonymes, voir Rees.
La rivière Rees (en =anglais : Rees River) est un cours d’eau de l’Île du Sud de la Nouvelle-Zélande.

## Géographie
Elle s’écoule dans la partie supérieure du lac Wakatipu, dans l’Île du Sud.
Elle a été nommée en l’honneur de l’explorateur et premier colon William Gilbert Rees, le fondateur de la ville proche de Queenstown .